# Photonectes braueri
Photonectes braueri es una especie de pez de la familia Stomiidae en el orden de los Stomiiformes.

## Morfología
Los machos pueden llegar alcanzar los 28,2 cm de longitud total.

## Hábitat
Es un pez de mar y de aguas profundas que vive entre 0-1.000 m de profundidad.

## Distribución geográfica
Se encuentra en el  Atlántico oriental (desde las Islas Azores hasta Mauritania, y desde Angola hasta Sudáfrica ) el Atlántico occidental (desde los Estados Unidos hasta las Bahamas, y desde el Brasil hasta la Argentina), el Pacífico occidental ( Australia y Nueva Zelanda  y el oeste del Índico.